# یلوه پهلوساده
یلوه پهلوساده (نام علمی: Rallus wetmorei) یک گونه پرنده در حال انقراض در زیرتیرهٔ یلوه‌اییان (Rallinae) از تیرهٔ یلوگان (Rallidae) دربرگیرندهٔ یلوه‌ها، چنگرهای نوک‌سرخ و چنگرها و بومی ونزوئلا است.